# Emanuel Lešehrad
Emanuel Lešehrad, vlastním jménem Josef Maria Emmanuel Lešetický z Lešehradu (15. listopadu 1877 Praha – 30. dubna 1955 Praha) byl český úředník, spisovatel, básník, dramatik, kritik a překladatel, sběratel, propagátor okultismu a svobodného zednářství. Byl členem Universalie.

## Život
Narodil se v rodině majora rakousko-uherské armády Josefa Lešetického (1836–1914) a matky Marie, rozené Zunové (1843–1906). Otec byl v roce 1889 povýšen do šlechtického stavu (jako šlechtic s predikátem „z Lešehradu“/„von Lešehrad“). Syn Emanuel studoval na gymnáziích v Plzni (1888–1889) v Praze (1889–1891), Českých Budějovicích (1891–1892) a opět v Praze (1892–1893). Pokračoval ve studiích na německé obchodní akademii v Praze (1893–1895) a středoškolská studia dokončil na České obchodní akademii v Praze, kde maturoval v roce 1897. Na této poslední střední škole byl jeho profesorem Josef Václav Sládek. Poté pracoval jako úředník ve státním zástavním úřadu (1897–1900) a na pražském Magistrátu (1900–1902). Od roku 1903 pracoval v archivu Zemské banky v Praze jako úředník, archivář, a nakonec jako přednosta archivu.
Dne 25. ledna 1905 se oženil s učitelkou, sochařkou, malířkou, spisovatelkou a překladatelkou Marií Hladíkovou (18. 12. 1881). Manželství bylo rozvedeno v roce 1913 a v roce 1919 prohlášeno za rozloučené.
V letech 1906–1913 navštívil mnoho evropských zemí. Během těchto cest se zasloužil o četné kulturní styky. V průběhu první světové války spolupracoval s Maffií. Vedle svého zaměstnání spolupracoval s redakcemi nakladatelství Sfinx a Alois Srdce.

### Členství ve spolcích a organizacích
- Spolek českých spisovatelů beletristů Máj
- Umělecká beseda
- Spolek výtvarných umělců Mánes
- Společnost divadelního muzea
- Svaz československých esperantistů
- Duševědná společnost

## Dílo

### Literární tvorba
Byl členem generace Moderní revue. Počátky jeho básnické tvorby jsou ovlivněny především „prokletými básníky“, jejichž díla rovněž překládal. Jeho romány a povídky obsahují řadu odkazů na okultní vědy a končí obvykle tragicky. Dnes je jeho literární tvorba považována za okrajovou.
Je autorem řady překladů (Stéphane Mallarmé, Paul Verlaine, Walt Whitman), v některých případech s využitím starších českých překladů. Ani tyto Lešehradovy práce nebyly kritikou příznivě přijaty. Nespornou jeho zásluhou je uvedení poesie v Čechách neznámé – japonská poesie, islandská poesie.
Jeho literární eseje a paměti mají především informativní hodnotu.

### Lešehradeum
Po roce 1910 začal systematicky vytvářet svoji sbírku autogramů, rukopisů, dokumentů, fotografií a dalších artefaktů, které měly souvislost s tvorbou předních spisovatelů, básníků ale též výtvarníků, divadelníků nebo vědců. Tuto sbírku v roce 1926 zpřístupnil veřejnosti ve své vile na Smíchově, v ulici Na Doubkové 4. V roce 1952 ji věnoval Národnímu muzeu a byl doživotně ustanoven správcem této sbírky. Lešehradeum bylo po smrti svého zakladatele stále badatelsky přístupné ve vile Na Doubkové. Později přešlo do správy Památníku národního písemnictví a bylo přestěhováno do jeho depozitářů. Od 90. let 20. stol. probíhalo restituční řízení a následný soudní spor, po němž se vrátila vybraná část sbírek Lešehradea Lešehradovým dědicům.

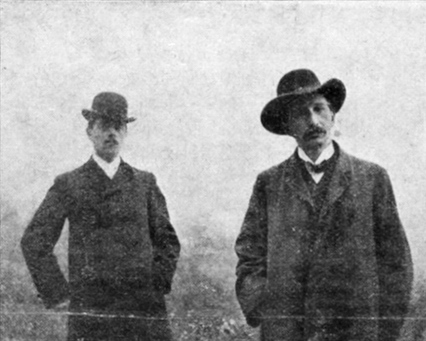
Alfred Mombert a Emanuel Lešehrad během Mombertovy návštěvy v Praze v roce 1906

### Poesie
- Smutné kraje, Praha: vlastní náklad, 1898
- Květy samoty, Praha: v. n., 1899
- Atlantis, Praha: v. n., 1899
- Písně na pobřeží, Praha: Hugo Kosterka, 1900
- V dnech šerých: básně, 1896–1899, Praha: Eduard Weinfurter, 1901
- Metempsychosy: básně prosou, Praha: v. n., 1901
- Meditace, Praha: Emanuel Stivín, 1901
- Cestou k ráji, Praha: Eduard Weinfurter, 1901
- Jas a stín: črty a nálady, Praha: Eduard Weinfurter, 1902
- Když kvetou růže, Královské Vinohrady: František Adámek, 1904 – básně z let 1900–1903
- Kantileny snů a vůní jara, asi Praha: asi František Augustin Urbánek, 1905 – básně z let 1904–1905
- Píseň modrého paprsku, Praha: Rudolf Brož, 1910 – pod pseudonymem Jiří Zachar [8]
- Hudba srdce: vybraná lyrika z let 1897 až 1911, s několika básněmi v prose a novými překlady [Dante-Gabriel Rossetti, Charles Baudelaire, Paul Verlaine, Stephane Mallarmé, Villiers de I'sle, Laurent Tailhade, Maurice Maeterlinck, Georges Rodenbach, Albert Giraud, Francis Jammes][9]
- Bratrství 1919 – básně z let 1914–1918
- Škeble oceánu 1934
- Divotvorný snář 1935
- Svět dětských očí 1940 – verše pro děti z let 1899–1918
- Mys dobré naděje: verše z doby poroby a vítězství, 1945

### Próza
- Paní Modrovouska: tragédie duše, Praha: Eduard Weinfurter, 1900 – román
- Bez cíle: Román v dopisech, Sedlčany: Hlasy z Povltaví: František Černý, 1903
- Strážci majáku Praha: Karel Weinfurter, 1906 – povídka [10]
- Vila na konci města, Praha: Antonín Reis, 1910 – román
- Matylda Erhartová: román žačky Praha: František Švejda, 1910
- Vyhoštěná – román
- Ve vírech vášní. Novella, Praha: F. Švejda, 1911, pod pseudonymem Karel Frýs
- Démon a jiné povídky, Praha: F. Švejda, 1911
- O nejvyšší touze – in: 1000 nejkrásnějších novel... č.54. Praha: J. R. Vilímek, 1913

### Eseje a memoáry
- Ideje a profily. Praha: Eduard Weinfurter, 1903, edice Kritické skizzy, svazek 1
- Průseky, Praha: Eduard Weinfurter, 1903, edice Kritické skizzy, svazek 2
- Básnické životy, Praha: Alois Srdce, 1935
- Průhledy do minulosti: rodopisné záznamy a vzpomínky, Praha: Orbis, 1941

### Dramata
- Rodina: drama o jednom dějství, Praha: Eduard Weinfurter, 1900
- Mimo život: Drama ve 2 jednáních, Praha: Eduard Weinfurter, 1901
- Manželská komedie: Milostná aktovka, Praha: Eduard Weinfurter, po roce 1900
- Podpora života: drama ve 3 jednáních Praha: Eduard Weinfurter : F. Švejda, 1902
- Shroucení: Lyrická scéna o jednom dějství, Praha: v. n., 1904

### Překlady
- Stéphane Mallarmé: Vtipné příběhy, čili, Básně v próze (asi 1890)
- Výbor z básní Stéphana Mallarméa, v. n., 1899
- Walt Whitman Výbor z básní, Praha: Eduard Weinfurter, 1901
- Moderní lyrika francouzská (1860–1902), také vybral, Praha: Jan Otto, 1902
- Souhvězdí: Charles Baudelaire, Dante Gabriel Rossetti, Paul Verlaine, Stéphane Mallarmé, Maurice Maeterlinck: také opatřil ukázkami, úvody i informačními poznámkami. Praha: v. n., 1908
- Alfred Mombert, Praha: v. n., 1908
- Nipponari: ukázky žaponské lyriky, dle anthologií Paula Enderlinga, Karla Florenze, Otty Hausera aj.; také opatřil informačním úvodem a poznámkami, Praha: v. n., 1909
- Básník zítřku: Walt Whitman: ukázky, Praha: v. n., 1909
- Orison Swett Marden: Vůle a úspěch, přeložil spolu s Jar. Kopecký, Praha: Josef Richard Vilímek, asi 1910
- Anatole France: Různé prósy, Praha: Alois Hynek, 1910 – pod pseudonymem Jindřich Stříbrný
- Honoré de Balzac: Otec Goriot: sceny ze života pařížského, Praha: J. R. Vilímek, 1910
- Guy de Maupassant: Naše srdce (Notre Coeur): román, Praha: J. R. Vilímek, 1911[11]
- Charles Dickens: Črty, Praha: Alois Hynek, 1911 – pod pseudonymem J. Hart [12]
- Nedždet: Talisman – in: 1000 nejkrásnějších novel... č. 1. Praha: J. R. Vilímek, 1911 – pod pseudonymem Quido Jarník
- John Henry Mackay: Rozkošník – in: 1000 nejkrásnějších novel... č. 4. Praha: J. R. Vilímek, 1911
- Petr Altenberg: Vrah – in: 1000 nejkrásnějších novel... č. 25. Praha: J. R. Vilímek, 1912
- Moderní lyrika německá – přeložili Emanuel z Lešehradu, Alfons Breska, Bedřich Pfleger aj. Praha: Alois Hynek, 1913[13]
- Henry David Thoreau: Přátelství, Ralph Waldo Emerson: Kultura a Sebedůvěra, Praha: Sfinx – Bohumil Janda, 1927